# Капелюшников, Ростислав Исаакович
Ростислав Исаакович Капелюшников (род. 24 марта 1951, Москва) — советский и российский экономист, специалист в области мировой экономики, доктор экономических наук, член-корреспондент РАН (2016).

## Биография
Родился 24 марта 1951 года в Москве. В 1968 году окончил физико-математический лицей № 2 Москвы.
В 1973 году окончил экономический факультет МГУ, в 1976 — аспирантуру Института мировой экономики и международных отношений. В 1978 году получил учёную степень кандидата экономических наук, защитив диссертацию по теме «Современные буржуазные концепции формирования рабочей силы: критический анализ».
С 1976 работает в Институте мировой экономики и международных отношений АН СССР (РАН), в настоящее время — главный научный сотрудник. С 2001 года — заместитель директора Центра трудовых исследований ВШЭ.
В 2003 году стал доктором экономических наук, защитив диссертацию по теме «Российский рынок труда: адаптация без реструктуризации». 
28 октября 2016 года избран членом-корреспондентом РАН по Отделению глобальных проблем и международных отношений.

## Научная деятельность
Специалист в области мировой экономики, новой институциональной экономики, рынка труда. Автор 253 научных работ, из них 6 индивидуальных монографий, 125 статей в научных журналах.
Переводчик и научный редактор переводов на русский язык работ Фридриха Хайека, Рональда Коуза, Гэри Беккера. Член редколлегии журнала «Мировая экономика и международные отношения».
Количество публикаций — 243, количество цитирований — 8320, индекс Хирша — 42 (2017).

## Избранные труды
Личные монографии:
- «Современные концепции формирования рабочей силы: критический анализ» (1981)
- «Экономическая теория прав собственности: методология, основные идеи, круг проблем» (1991)
- «Российский рынок труда: адаптация без реструктуризации» (2001)
- «Российский рынок труда сквозь призму предпринимательских опросов: ретроспективный анализ» (2006)
- «Конец российской модели рынка труда?» (2009)
- «Трансформация человеческого капитала в российском обществе» (2010)

Участие в написании коллективных монографий:
- «Нестандартная занятость в российской экономике» (2006)
- «Заработная плата в России: эволюция и дифференциация» (2007)
- «Российский работник: образование, профессия, квалификация» (2011)
- «В тени регулирования: неформальность на российском рынке труда» (2014)

### Препринты
- Капелюшников Р. И. Сколько стоит человеческий капитал России? — М.: ВШЭ, 2012. — 76 с.
- Многорукий Адам Смит — М. : Изд. дом Высшей школы экономики, 2023. — 72 с.
- Эскалация вакансий на российском рынке труда (динамика, структура, триггеры) — М. : Изд. дом Высшей школы экономики, 2024. — 60 с.

## Награды
- Премия Ленинского комсомола (в составе группы, за 1983 год) — за цикл работ по исследованию философских и социально-экономических проблем современной идеологической и политической борьбы, критике буржуазных концепций общественного развития
- Национальная премия по прикладной экономике (2012)
- Премия Егора Гайдара в области экономики (2012)